# Tour de l'Isolella
La tour de l'Isolella (en corse : torra di l'Isuledda) est une tour génoise située dans la commune de Pietrosella, dans le département français de la Corse-du-Sud.

## Protection
La tour de l'Isolella est inscrite monument historique par arrêté du 4 août 1992.